# Bontebrug

Kaart van de gemeente met in roze de wijk Silvolde-Terborg en in rood Nieuwdorp

Bontebrug is een dorp in de gemeente Oude IJsselstreek in de provincie Gelderland in Nederland. Het ligt aan de oostkant van de Oude IJssel ten zuiden van Silvolde. Aan de overzijde ligt Ulft. De bewoners zijn wat winkelen en recreatie betreft op Ulft gericht. Bontebrug heeft de Silvoldse postcode 7064, en ligt daarom 'in' Silvolde.
Bontebrug telde per 1 januari 2015 182 inwoners (174 in 2014). Sinds 1 januari 2005 behoort Bontebrug bij de nieuw gevormde gemeente Oude IJsselstreek als de buurt Nieuwdorp Bontebrug in de wijk Silvolde-Terborg.

## Geschiedenis
Vroeger hoorde Bontebrug bij de gemeente Wisch, tegenwoordig bij de gemeente Oude IJsselstreek. 
Bontebrug heeft omstreeks 1967 ook een tijd de naam Nieuwdorp gedragen. Dit gaf echter verwarring en is weer veranderd naar Bontebrug.
De gereformeerde Bontebrugkerk stamt uit 1949, met een toren uit 1952. Daarnaast heeft het dorp een protestants christelijke basisschool voor jenaplanonderwijs, de Bontebrugschool.
Vroeger was er in het dorp een kleine bakkerij annex winkel, een tolhuis en een café. De winkel is er nog steeds in originele staat en deze is open op vrijdag en zaterdag.

## Zie ook

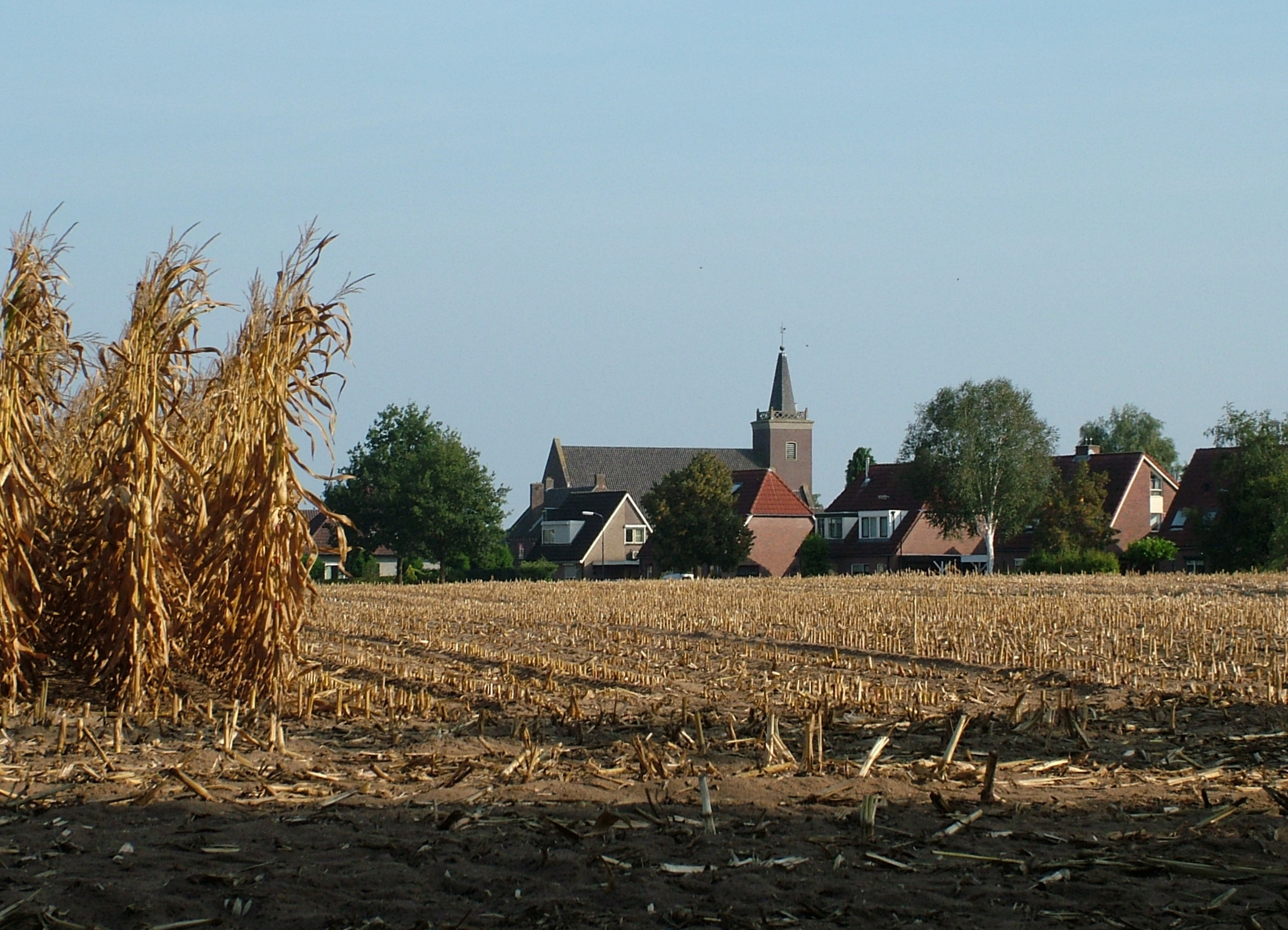
Bontebrug met de gereformeerde Bontebrugkerk vanuit het noordwesten
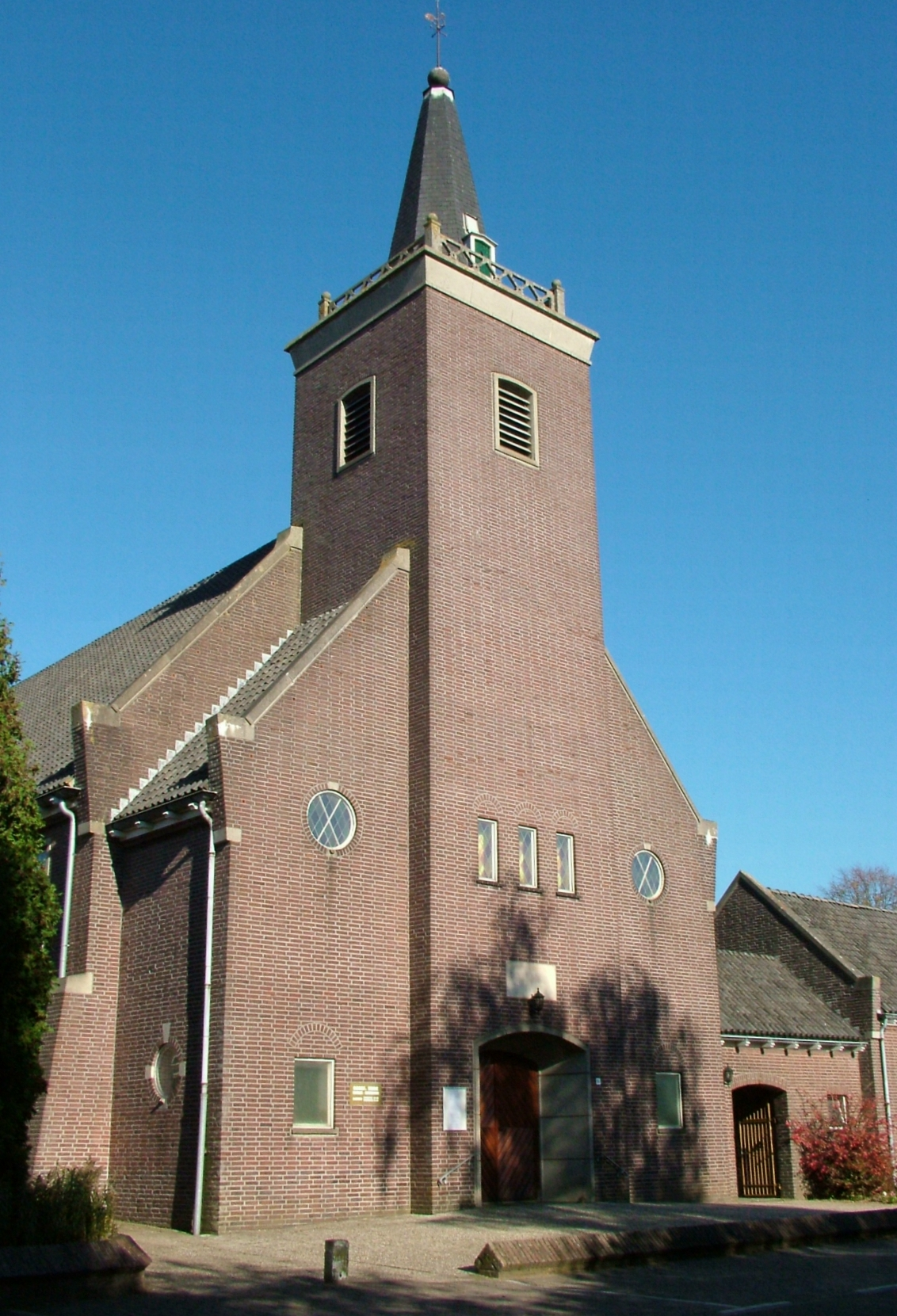
Bontebrugkerk
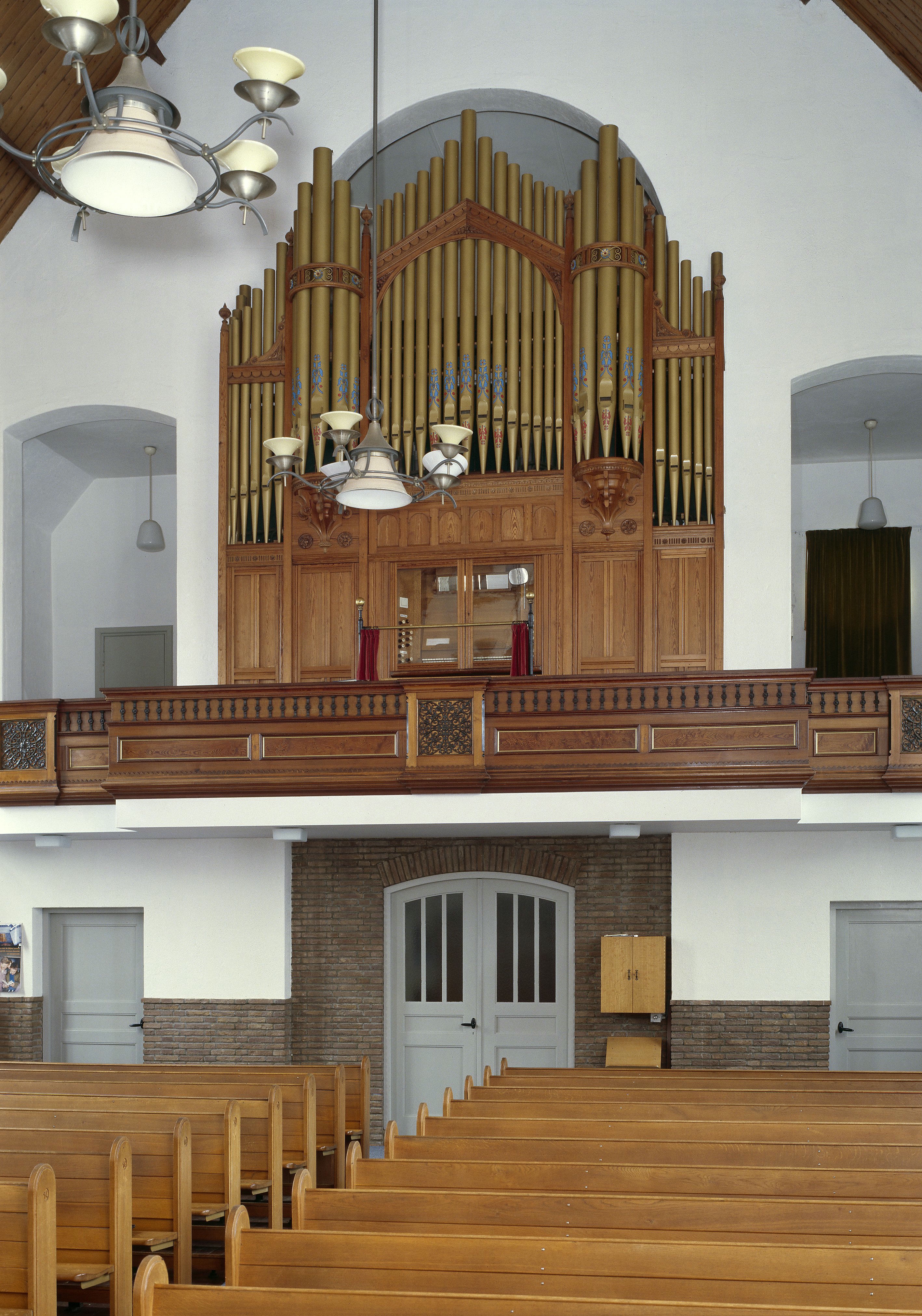
Bontebrugkerk, interieur
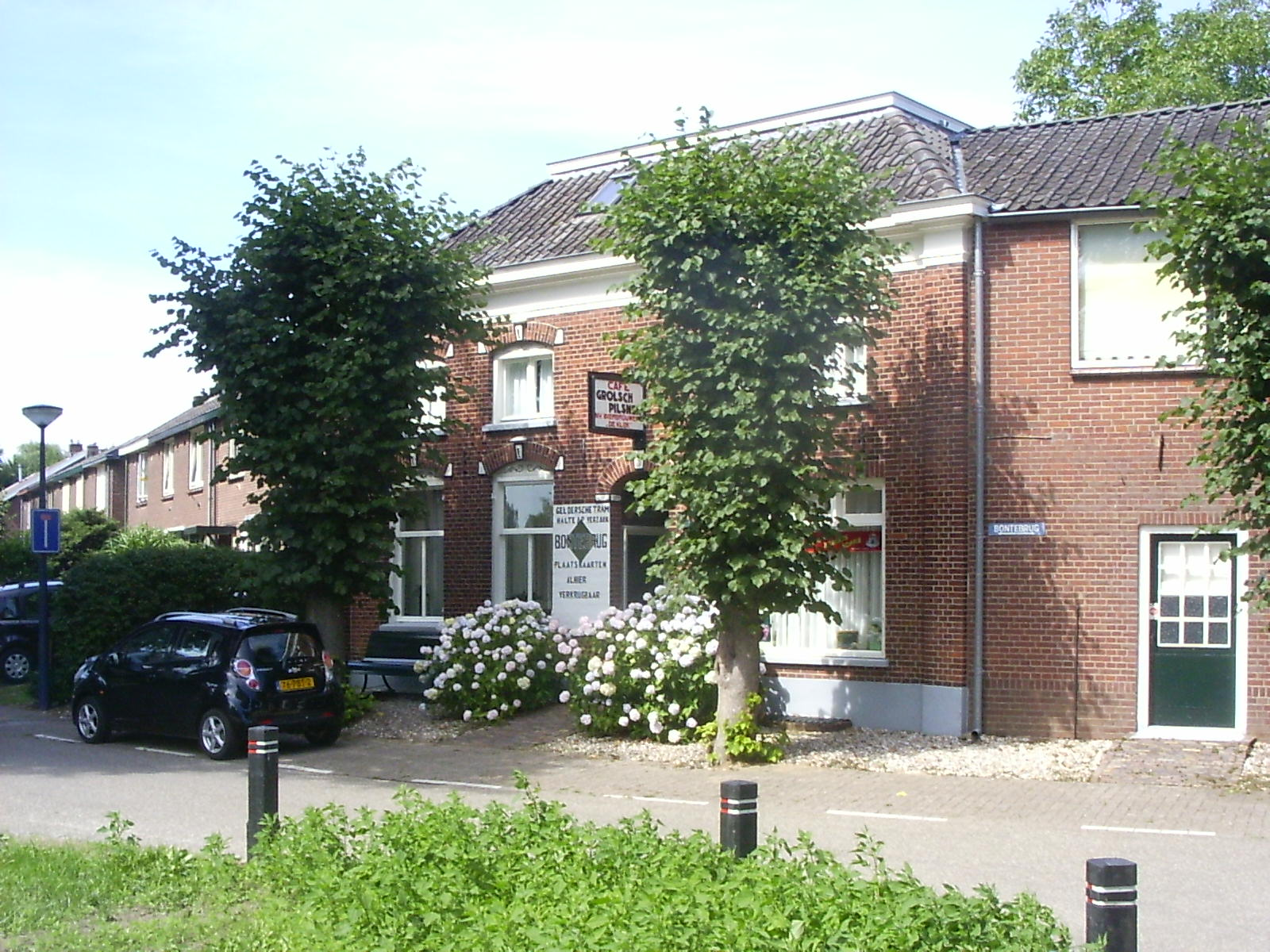
Voormalig café en winkel, gemeentelijk monument